# Daniel Kennedy
Daniel Hoffard Kennedy (Fullerton, California, Estados Unidos, 22 de julio de 1982) es un exfutbolista estadounidense. Jugaba de guardameta.

## Trayectoria
Fue "All American" 2001 - 2004 de las divisiones del fútbol universitario en el University of California, Santa Barbara (UCSB Gauchos), donde fue, además de jugador, Jefe de Comunicaciones del club. De allí tuvo un paso por el Orange County Blue Star de la USL (United Soccer League), Premier League donde jugó junto a Jürgen Klinsmann. En el 2003 es transferido al MetroStars de Nueva York (actual Red Bull New York) de la Major League Soccer (MLS) del país del norte, donde fue portero suplente.
En el 2005 emigra al Puerto Rico Islanders de la USL First Division (equivalente a la segunda división estadounidense), club con el que realizó la pretemporada 2006 en Santiago de Chile, y donde, entre otros, militan Gustavo Barros Schelotto de Argentina y Arturo Norambuena de Chile.
Su debut en el club Municipal Iquique se produjo en el Estadio Tierra de Campeones de Iquique, el 11 de marzo de 2007 ante el San Luis de Quillota y, aunque recibió 3 goles, destacó por otras paradas providenciales que evitaron una goleada mayor.
El 9 de abril de 2008 firmó un contrato con Chivas USA.
El 15 de diciembre de 2015 firmó por los ángeles galaxy después de jugar en el fc Dallas

## Clubes
| Club                    | País           | Año       |
| ----------------------- | -------------- | --------- |
| Orange County Blue Star | Estados Unidos | 2004−2005 |
| MetroStars              | Estados Unidos | 2005      |
| Puerto Rico Islanders   | Estados Unidos | 2005-2007 |
| Municipal Iquique       | Chile          | 2007-2008 |
| Chivas USA              | Estados Unidos | 2008-2014 |
| FC Dallas               | Estados Unidos | 2015      |
| Los Ángeles Galaxy      | Estados Unidos | 2015-2017 |

- Datos: Q5213798
- Multimedia: Dan Kennedy / Q5213798